# Str8 off tha Streetz of Muthaphukkin Compton
Str8 off tha Streetz of Muthaphukkin Compton (Straight off the Streetz of Muthafuckin' Compton, в переводе с англ. — «Прямиком с улиц грёбаного Комптона») — второй и последний студийный альбом американского рэпера Eazy-E, вышедший в 1995 году. Диск выпущен после смерти Eazy-E.

## Об альбоме
В отличие от своего первого альбома, Eazy сам писал тексты для песен этого альбома. Альбом должен был быть выпущен на двух дисках, но Eazy-E умер прежде, чем он был в состоянии закончить его. Также альбом должен был иметь около 60 треков. Его жена, Томика Райт, сказала, что треки существуют, но они ещё не выпущены, поскольку есть много правовых вопросов, которые ещё не урегулированы.
Entertainment Weekly (02.02.1996, стр. 54-56):

Это его самый музыкально разнообразный и приятный альбом… На наше сознание он влияет очень сильно, как и сам Eazy-E — грубый, непристойный, уставший и совершенно непримиримый.
Оригинальный текст (англ.)Sadly, it's his most musically varied and enjoyable album....On Str8 off tha Streetz, he leaves our consciousness the same way he entered--rough, raunchy, embattled, and utterly unapologetic.

## Список композиций
| №                   | Название                                                                  | Продюсер(ы)         | Длительность |
| ------------------- | ------------------------------------------------------------------------- | ------------------- | ------------ |
| 1.                  | «First Power»                                                             | DJ Yella            | 0:46         |
| 2.                  | «Ole School Shit» (featuring Dresta, BG Knocc Out & Sylk E. Fyne)         | DJ Yella            | 4:01         |
| 3.                  | «Sorry Louie»                                                             | Bobcat              | 4:04         |
| 4.                  | «Just tah Let U Know»                                                     | Stone               | 4:09         |
| 5.                  | «Sippin' On a 40» (featuring Dresta & BG Knocc Out)                       | DJ Yella            | 4:30         |
| 6.                  | «Nutz On Ya Chin»                                                         | Naughty By Nature   | 3:08         |
| 7.                  | «Tha Muthaphukkin' Real» (featuring MC Ren)                               | DJ Yella, MC Ren    | 4:21         |
| 8.                  | «Lickin', Suckin', Phukkin'»                                              | DJ Yella            | 2:24         |
| 9.                  | «Hit the Hooker»                                                          | Naughty By Nature   | 2:52         |
| 10.                 | «My Baby'z Mama»                                                          | Bobcat              | 3:44         |
| 11.                 | «Creep N Crawl»                                                           | DJ Yella            | 4:11         |
| 12.                 | «Wut Would You Do» (featuring Dirty Red)                                  | Tony G              | 5:52         |
| 13.                 | «Gangsta Beat 4 tha Street» (featuring Dresta & BG Knocc Out, Menajahtwa) | DJ Yella            | 3:40         |
| 14.                 | «Eternal E» (featuring Roger Troutman)                                    | DJ Yella            | 5:26         |
| Общая длительность: | Общая длительность:                                                       | Общая длительность: | 50:10        |